# L'Insoutenable Légèreté de l'être (film)
Pour le roman du même nom, voir L'Insoutenable Légèreté de l'être
Pour plus de détails, voir Fiche technique et Distribution.
L'Insoutenable Légèreté de l'être (The Unbearable Lightness of Being) est un film américain réalisé par Philip Kaufman et sorti en 1988. Il s'agit d'une adaptation du roman du même nom de Milan Kundera, publié pour la première fois en France en 1984.

## Synopsis
Tomas est chirurgien au sein de la République socialiste tchécoslovaque. Il est marié avec Tereza mais fréquente également Sabina. Leur vie va être bouleversée au moment du Printemps de Prague et de ses suites, en 1968.

## Fiche technique
- Titre en français : L'Insoutenable Légèreté de l'être
- Titre original : The Unbearable Lightness of Being
- Réalisateur : Philip Kaufman, assisté de Simon Brook et Robert Kechichian
- Scénario : Jean-Claude Carrière, d'après le roman L'Insoutenable Légèreté de l'être de Milan Kundera
- Musique : Mark Adler
- Photographie : Sven Nykvist
- Décors : Pierre Guffroy
- Costumes : Ann Roth
- Montage : Vivien Hillgrove Gilliam, Michael Magill, Walter Murch
- Production : Bertil Ohlsson, Paul Zaentz, Saul Zaentz
- Société de production : The Saul Zaentz Company
- Distribution : Orion Pictures (États-Unis)
- Pays de production :  États-Unis
- Format : Couleurs - 35 mm - 1,85:1 - Stéréo
- Genre : drame, romance, historique
- Durée : 171 minutes
- Dates de sortie :
  - États-Unis : 5 février 1988
  - France : 2 mars 1988

## Distribution
- Daniel Day-Lewis (VF : Edgar Givry) : Tomas
- Juliette Binoche : Tereza
- Lena Olin (VF : Evelyn Selena) : Sabina
- Derek de Lint (VF : Jacques Frantz) : Franz
- Erland Josephson : l'ambassadeur
- Pavel Landovský (VF : Jacques Deschamps) : Pavel
- Donald Moffat (VF : Bernard Tixier) : le chirurgien chef
- Tomek Bork (VF : Pascal Germain) : Jiri
- Daniel Olbrychski (VF : Georges Berthomieu) : le membre du Ministère de l’Intérieur
- Stellan Skarsgård (VF : Nicolas Marié) : l'ingénieur
- Vladimir Valenta (VF : Marc Alfos) : le maire
- Bruce Myers (VF : Marc de Georgi) : le journaliste tchèque
- László Szabó : l'interrogateur russe
- Jacques Ciron : le directeur du restaurant suisse
- Leon Lissek (VF : Vincent Grass) : l'homme chauve du bar
- Consuelo de Haviland : la grande brune
- Clovis Cornillac : le jeune dragueur dans le bar
- Jean-Claude Bouillon : le douanier tchèque
- Jean-Claude Dauphin
- Margot Capelier
- Anne Lonnberg (VF : Jacqueline Porel) : le photographe suisse

## Production
Le rôle de Sabina a été proposé en premier lieu à Isabelle Adjani qui l'a refusé.
Le film a été tourné à :
- Paris : Hôtel de Beauvais
- Lyon : rue de la Loge/rue Juiverie (5e), montée du Chemin-Neuf (5e), place Saint-Jean (5e), cour des Voraces (1er) (notamment scènes de répression soviétique)
- Senlis (Oise) : gare
- Luxeuil-les-Bains (Haute-Saône) : thermes[1].
- Genève (Suisse)
- Magny-Saint-Médard (Côte-d'Or) : café
- Bèze (Côte-d'Or)
- Bourberain (Côte-d'Or)
- Bois-d'Amont (Jura)

## Sortie et accueil

### Critique
« Les seconds rôles sont plein de naturel, comme Lena Olin pour la sensuelle Sabina (avec une scène torride où elle se fait photographier nue par sa rivale Tereza), ou Daniel Olbrychski toujours impeccable, ici en membre de la police politique plus vrai que nature, plus une foule d'acteurs inconnus, directement sortis des univers de Kundera ou de Bohumil Hrabal. Daniel Day Lewis est convaincant en Tomas, Don Juan sympathique, puis dissident lors de la « normalisation » soviétique, qui « s'est fait tout petit devant la poupée » Juliette Binoche, qui incarne de manière stupéfiante la naïve Tereza. »

— Éric Barbot, Ciné-club de Caen.com